# Jean-Joseph De Clercq
Pour les articles homonymes, voir De Clercq.
Jean Joseph Julien De Clercq (Ekeren, 31 août 1888 - Anvers, 19 janvier 1967) est un homme politique belge, membre du Parti Catholique.

## Biographie
Il fut docteur en droit et avocat; président de la Fédération anversoise des Hôpitaux et de l' Allaince nationale des Mutualités chrétiennes (1927-1946).
Il fut élu sénateur de l'arrondissement d'Anvers (1931-46), en suppléance d'Alphonse Ryckmans.

## Œuvres
- De betrekkingen tusschen de werkgeversorganisaties en de mutualiteit, Brecht, 1927.
- La XIIIe loi generale sur les pensions de vieillesse. Discours prononce au Senat le 6 octobre 1937, Gand, 1937.

## Sources
- Bio sur ODIS